# Guzmanato
Se conoce como Guzmanato al conjunto de gobiernos autocráticos del dictador Antonio Guzmán Blanco en Venezuela tras tomar el poder durante la Revolución de abril de 1870. Sus gobiernos directos suman casi catorce años y se conocen como el septenio, el quinquenio y el bienio y son parte del período conocido como Liberalismo Amarillo.
Su política legislativa incluyó dos constituciones, la de 1874 y la de 1881, donde redujo la cantidad de estados de 20 a 9.
Su política económica introdujo el bolívar como moneda nacional en 1879.
Su política de infraestructura abarcó numerosas edificaciones en Caracas, como el Palacio Federal Legislativo y el Cementerio General del Sur.
Su política en educación incluyó la creación del Ministerio de Instrucción Pública y el establecimiento de la educación básica como un derecho, por lo cual pasó a ser obligatoria, así como la expropiación de la Universidad Central de Venezuela (UCV).
Su política cultural incluyó el establecimiento del matrimonio civil en 1873 y la declaración de Gloria al bravo pueblo como el himno nacional de Venezuela en 1881 y la instalación de la Academia Venezolana de la Lengua, así como un enfrentamiento con la Iglesia católica.
Su política exterior vio la ruptura de relaciones diplomáticas con los reinos de España y Países Bajos, así como con el Imperio británico (1887), después de que la Corona inglesa se adjudicara por decreto los territorios venezolanos de El Callao, Guasipati y El Dorado.
Fue una época de alta represión política, con numerosos presos políticos y sin libertad de prensa. El estilo de gobierno fue de carácter personalista: Guzmán le puso su propio nombre («Guzmán» y «Guzmán Blanco») a dos estados de Venezuela y estableció un relato de heroización o «apoteosis de Simón Bolívar» mediante una campaña promocional a su memoria y obra que usó para compararse personal y directamente con Bolívar y relacionar públicamente su gobierno con el legado de este, a quien definió como el «semidiós de Sudamérica» durante la celebración y homenajes del centenario de su nacimiento.
Antonio Guzmán mantuvo fuerte influencia durante el bienio de Francisco Linares Alcántara (1877-1879); el bienio de Joaquín Crespo (1884-1886) y el gobierno interino de Hermógenes López (1887-1888).

## Revolución de abril

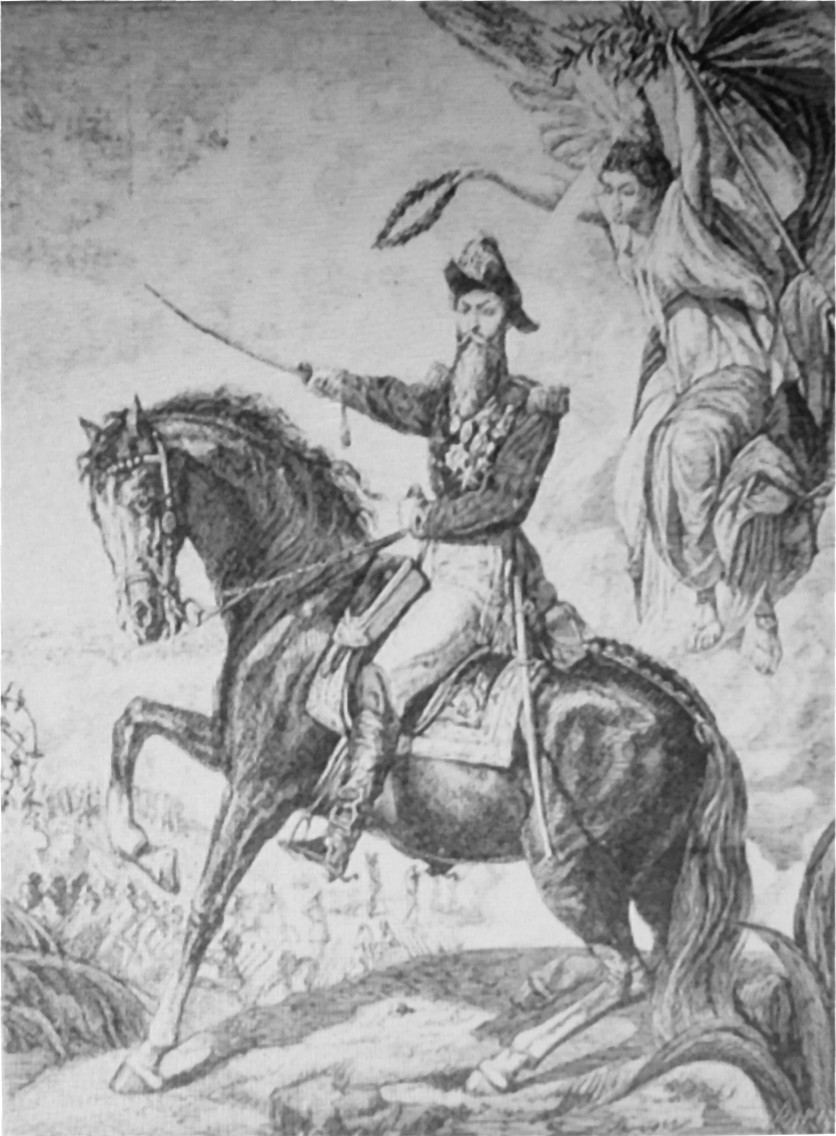
Antonio Guzmán Blanco en la Batalla de San Fernando de Apure.

En 1870 Antonio Guzmán Blanco lideró la Revolución Amarilla en contra de José Ruperto Monagas, tomando el poder finalmente el 27 de abril de 1870.

## Gobierno

### Política legislativa
Se reformó la constitución en 1874. En 1879 Guzmán fungió como director supremo, título que después cambió a presidente provisional.

### Política de defensa
En 1873 se aprobó el Código Militar que sustituyó a las antiguas disposiciones en la materia. En el código se mencionaba que todos los hombres de entre 18 y 60 años deberían estar disponibles para formar parte de la Fuerza Armada y la Marina. El ejecutivo federal tenía la potestad de decidir el número de ciudadanos llamados a prestar el servicio, mientras que para la milicia nacional lo podían hacer las autoridades respectivas en cada uno de los estados.
Se estableció el tiempo de servicio en cuatro años, aunque solo se daba por finalizado el servicio una vez que se hubiera reclutado el número suficiente de hombres para reemplazar a los que habían cumplido su tiempo. El código también mencionaba que se debía evitar el reclutamiento de los procesados por causas militares e incluía una pena de cuatro años de cárcel para los desertores y los que colaboraran con ellos. Además, se establecía el uso de castigos corporales en los soldados que incluían la mordaza, el tramojo, el cepo, el látigo, entre otros.
En 1882 se produjo una reforma del Código Militar donde se redujo el periodo de servicio en dos años y se le dio la potestad al Congreso para que decidiera el número de alistados basados en los datos del censo. También se hizo mención de las personas que quedarían exentas de cumplir el servicio, entre los que se incluían a empleados públicos, religiosos, hombres casados, médicos, profesores, estudiante, etc. En la lista se agregaron a los empleados y obreros que se dedicaban a la construcción de obras de ferrocarriles.

### Política económica
El septenio (1870-1877) fue una época de bonanza económica.
Durante el quinquenio, en 1879, se puso en circulación el bolívar como divisa. En 1883 el presidente Guzmán le adjudicó al corso Antonio Liccioni 379 leguas y 921 hectáreas, equivalente a casi todo el sur del actual estado Bolívar, por un valor de 600 mil bolívares, con un plazo de dos años muertos y 6% de interés.
Guzmán adaptó la economía nacional a favor del libre comercio y las necesidades de los nuevos mercados de ese entonces. La economía continuó siendo un sistema de monocultivo latifundista. El historiador Nikíta Harwich Vallenilla escribió que durante el Guzmanato la inversión de capital extranjero fue la principal estrategia para el desarrollo de Venezuela. Estas inversiones estuvieron dirigidas a afianzar los monopolios económicos extranjeros, sistema de producción poco competitivo para la nación en los mercados internacionales.

### Política en educación
El Decreto de Instrucción Pública y Obligatoria fue una norma promulgada el 27 de junio de 1870 por Antonio Guzmán Blanco con la finalidad de impulsar la educación básica en Venezuela.

### Política de infraestructura

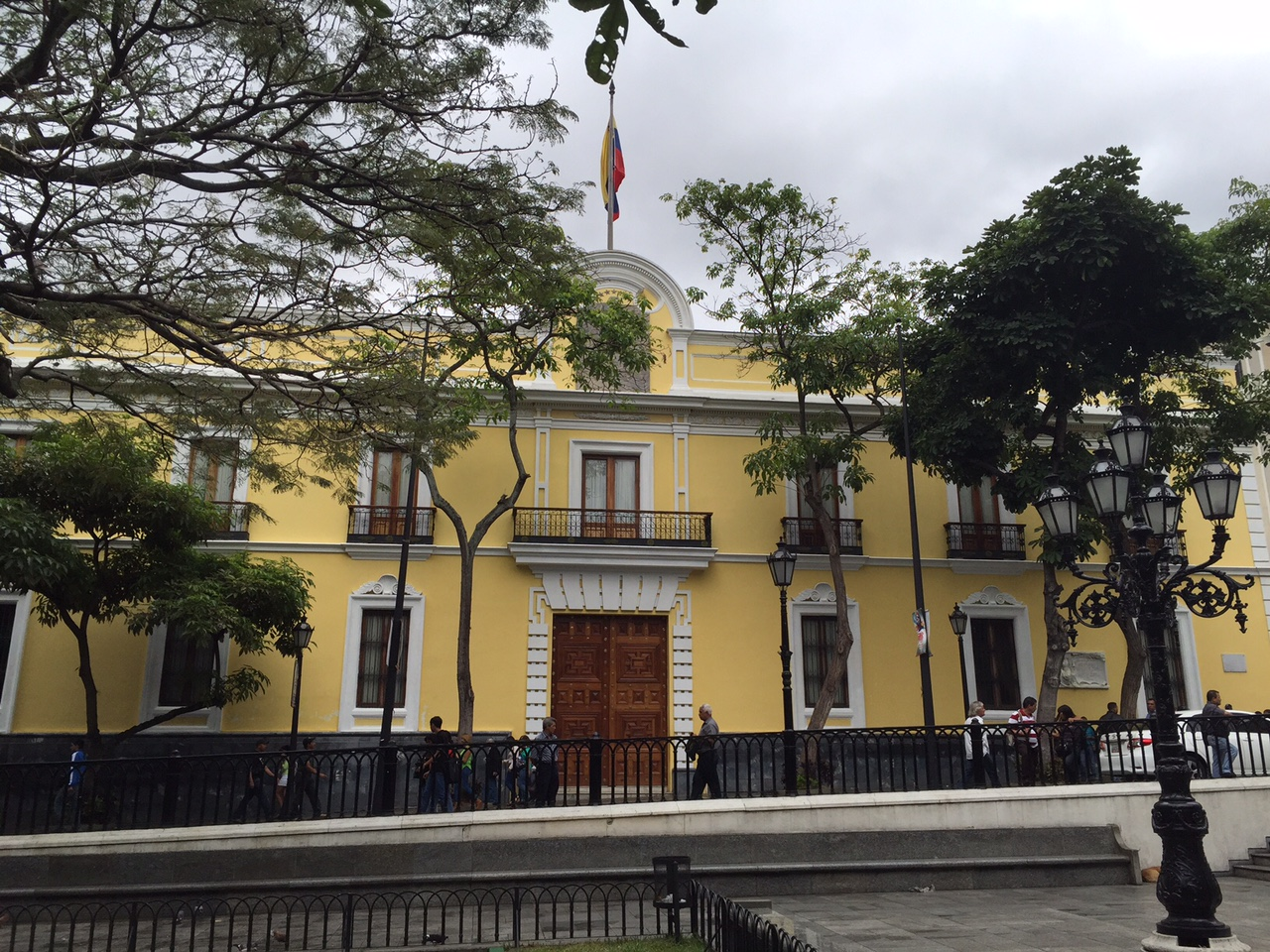
La Casa Amarilla se remodeló y se estableció como el palacio presidencial.

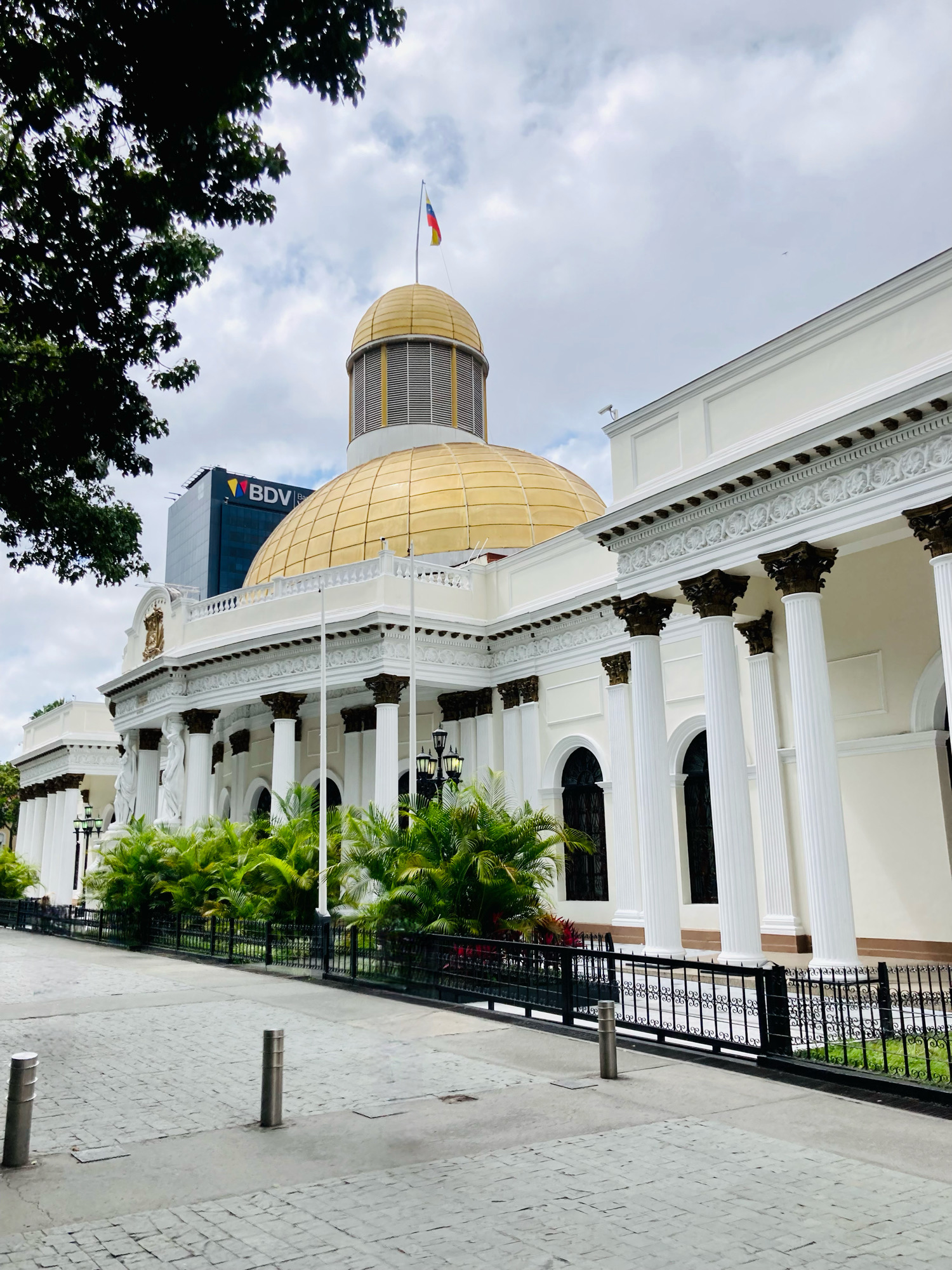
Durante el Guzmanato se edificó el Palacio Federal Legislativo, aún sede del parlamento.

Durante el Guzmanato se recurrió a la construcción de infraestructuras mediante endeudamiento externo, lo que devino en deudas que no se pudieron pagar durante la época de Guzmán.
En 1876 se inauguró el Cementerio General del Sur.  Se construyó el Panteón Nacional, donde se colocarían los restos de Simón Bolívar.

### Política en cultura
En 1873 se estableció el matrimonio civil. En 1881 se declaró Gloria al bravo pueblo, atribuida a Vicente Salias y Juan José Landaeta, como el himno nacional de Venezuela.

### Política comunicacional
Durante el Guzmanato fue aplicada la censura. El periódico oficial La Opinión Nacional se encargaba de adular al dictador y evitar que se publicara información negativa sobre su régimen. Según un relato del médico Carl Sachs, en una ocasión un ciudadano quiso publicar un artículo crítico con el gobierno en el diario, pero este fue rechazado. El escritor, quien conocía a Antonio Guzmán Blanco, le preguntó si podía publicar su artículo y Guzmán le respondió «Seguramente, moncher; el artículo puede imprimirse, pero inmediatamente sale Usted para la cárcel».

## Política exterior
Venezuela rompió relaciones diplomáticas con el Imperio británico en 1887, después de que la Corona inglesa se adjudicara mediante decreto los territorios venezolanos de El Callao, Guasipati y El Dorado.

## Ideología

### Culto a la personalidad de Simón Bolívar

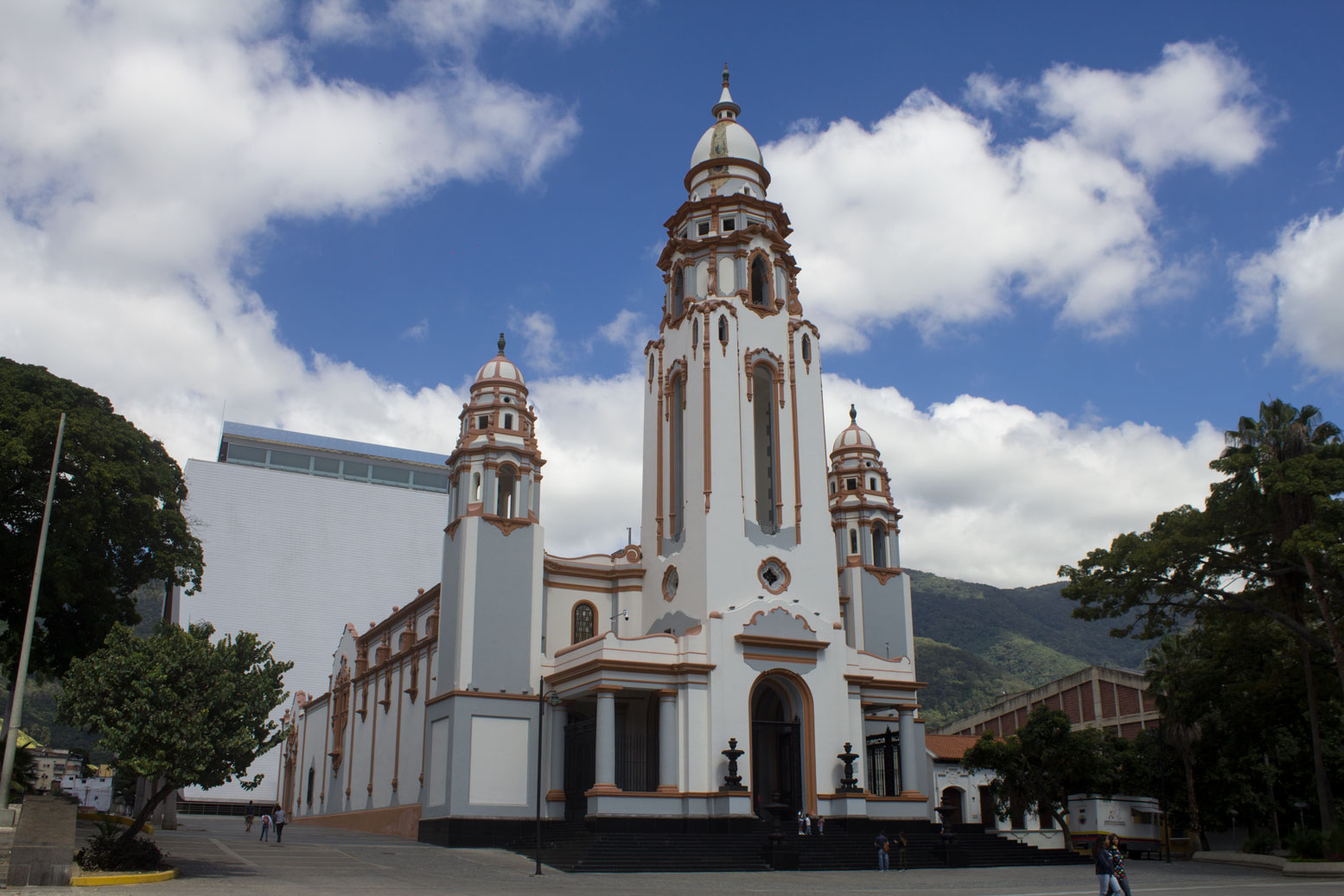
Los restos de Simón Bolívar fueron trasladados al Panteón Nacional, construido durante el Guzmanato.

Guzmán Blanco fue uno de los principales artífices del culto a la personalidad de Simón Bolívar usando su figura para legitimar su gobierno autoritario, el 28 de octubre de 1872 en las fiestas de la paz se exponen las pertenencias de Bolívar, dos años después, el 7 de noviembre de 1874 inauguró la estatua ecuestre del libertador en Caracas, donde Guzmán Blanco proclamó que Bolívar es «el hombre más grande que había producido la humanidad después de Jesucristo». En 1883 celebró el centenario de su nacimiento, además de construir el panteón nacional, donde se colocarían los restos de Simón Bolívar. Durante esta época, tanto el partido liberal como el conservador buscaron apropiarse de la figura e ideas de Bolívar para sus fines políticos y su figura fue usada como base de la unidad nacional.

## Oposición
El presidente del Senado, Eusebio Baptista, se opuso a Antonio Guzmán Blanco en el Congreso durante el debate sobre la reforma constitucional que buscaba reducir a 9 los 20 estados de la República (1880), que Baptista calificó de «monstruoso» y de «Constitución Suiza», hizo enfadar a Guzmán Blanco. Debido a un altercado personal ocurrido en la esquina de San Francisco de Caracas, el 5 de abril de 1881 Antonio Guzmán Blanco solicitó su allanamiento ante el Senado bajo el pretexto de que Baptista le había faltado el respeto. La Cámara, sometida ante la voluntad de Guzmán, aceptó levantarle la inmunidad parlamentaria. Baptista fue detenido y encarcelado hasta el 14 de agosto, cuando fue liberado bajo la promesa de retirarse de la política.

## Repercusión histórica
El militar Joaquín Crespo, descontento con el alejamiento de Juan Pablo Rojas Paúl del guzmancismo, tomó el poder en la Revolución Legalista, donde Guzmán retomó sus influencias.